# Martin Rozhon
Martin Rozhon (* 30. července 1965) je bývalý český fotbalista, útočník. Po skončení aktivní kariéry působí jako trenér. Šest let reprezentoval ve futsale a byl i nejlepším českým futsalistou roku. Po skončení aktivní kariéry vedl jako trenér Havířov, Dolní Benešov, Bohuslavice, Město Albrechtice, Markvartovice a Lískovec. Momentálně působí také jako hlavní trenér staršího dorostu v týmu na okraji Ostravy - FC Odra Petřkovice

## Fotbalová kariéra
V české lize hrál za SFC Opava, FC Petra Drnovice a FC Karviná. Nastoupil ve 100 ligových utkáních a dal 27 gólů. Ve druhé lize hrál i za SK Železárny Třinec, FK Svit Zlín a FC Vítkovice.
V sezoně 1992/93 nastupoval v MSFL (3. nejvyšší soutěž) za Slavoj Kovkor Bruntál.
V nižších soutěžích hrál za Polanku nad Odrou a Vratimov.

## Ligová bilance
| Ročník                          | Zápasy | Góly | Klub                |
| ------------------------------- | ------ | ---- | ------------------- |
| 2. česká fotbalová liga 1993/94 | –      | 16   | SK Železárny Třinec |
| 2. česká fotbalová liga 1994/95 | –      | 19   | FC Kaučuk Opava     |
| 1. česká fotbalová liga 1995/96 | 26     | 6    | FC Kaučuk Opava     |
| 1. česká fotbalová liga 1996/97 | 13     | 6    | FC Kaučuk Opava     |
| 1. česká fotbalová liga 1996/97 | 13     | 5    | FC Petra Drnovice   |
| Gambrinus liga 1997/98          | 23     | 7    | FC Petra Drnovice   |
| Gambrinus liga 1998/99          | 25     | 3    | FC Karviná          |
| 2. česká fotbalová liga 1999/00 | 1      | 0    | FC Karviná          |
| 2. česká fotbalová liga 1999/00 | 20     | 11   | FK Svit Zlín        |
| 2. česká fotbalová liga 2000/01 | 15     | 3    | FK Svit Zlín        |
| 2. česká fotbalová liga 2000/01 | 9      | 1    | FC Karviná          |
| 2. česká fotbalová liga 2001/02 | 15     | 6    | FC Vítkovice        |
| 2. česká fotbalová liga 2002/03 | 26     | 9    | FC Vítkovice        |
| 2. česká fotbalová liga 2005/06 | 3      | 0    | FC Vítkovice        |
| CELKEM 1. česká liga            | 100    | 27   |                     |
| CELKEM 2. česká liga            | –      | 65   |                     |